# Little Comrade
Little Comrade er en amerikansk stumfilm fra 1919 af Chester Withey.

## Medvirkende
- Vivian Martin som Genevieve Rutherford Hale
- Niles Welch som Bobbie Hubbard
- Gertrude Claire
- Richard Cummings
- Larry Steers som Richard Hubbard